# AmericasMart

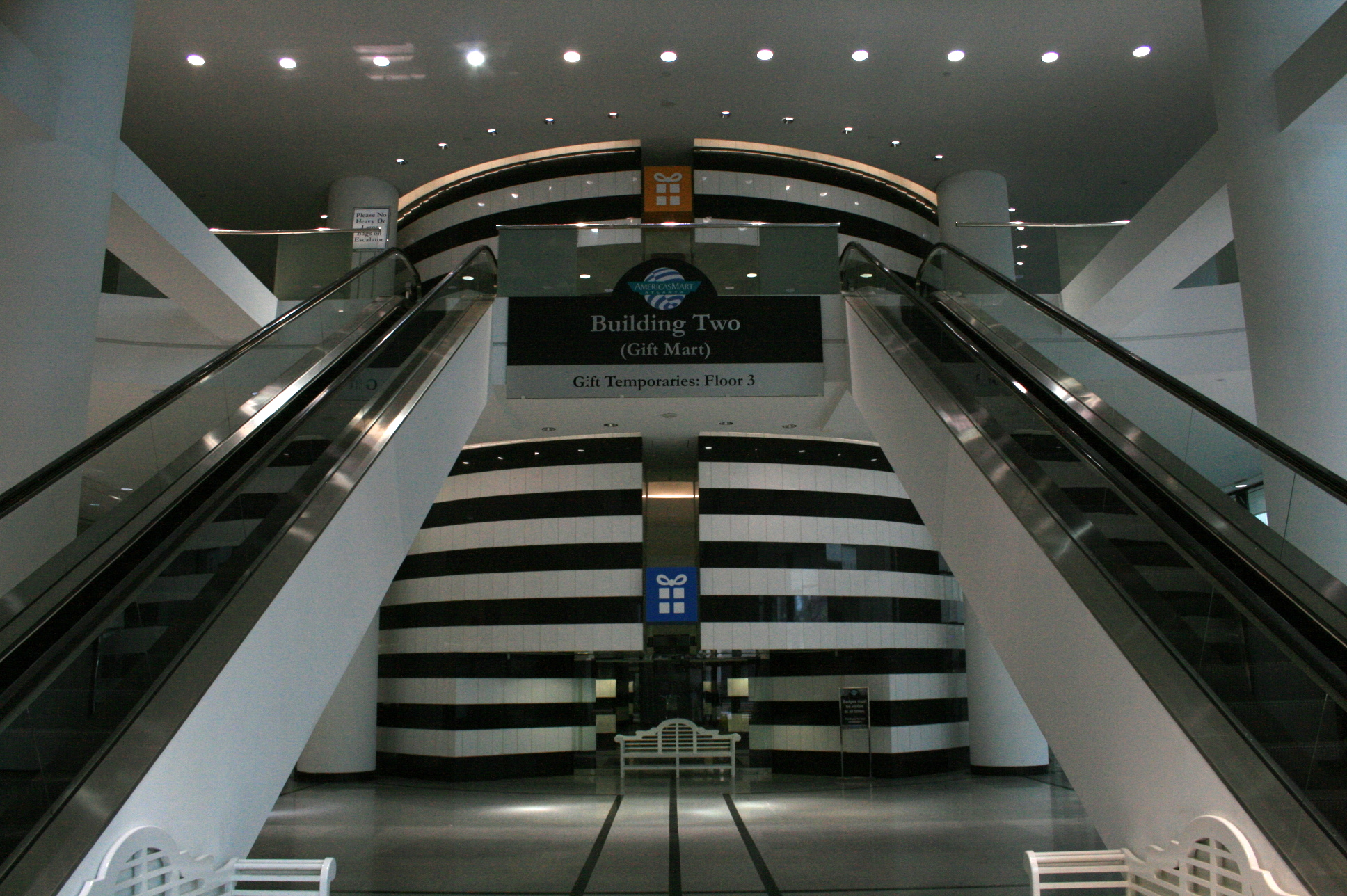
El vestíbulo del edificio 2 del AmericasMart en 2008.

El AmericasMart es un centro comercial mayorista situado en Downtown Atlanta (Georgia, Estados Unidos). Este centro de convenciones es uno de los centros comerciales mayoristas permanentes más grandes del mundo. El AmericasMart consta de tres edificios con una superficie total de 700 000 m². Fue inaugurado en 1957 con el nombre de Atlanta Market Center (AMC) y alberga más de una docena de ferias de muestras cada año, incluidos The Atlanta International Gift and Home Furnishings Market, Atlanta Apparel y Fall Design Week. Los expositores en las ferias de muestras alquilan showrooms permanentes, así como cabinas temporales durante estos eventos. Algunos showrooms permanentes abren diariamente, aunque muchos abren solo durante parte del año o durante ferias. El AmericasMart no está abierto al público y solo admite la entrada de empleados y visitantes de las empresas registradas.

## Estructura

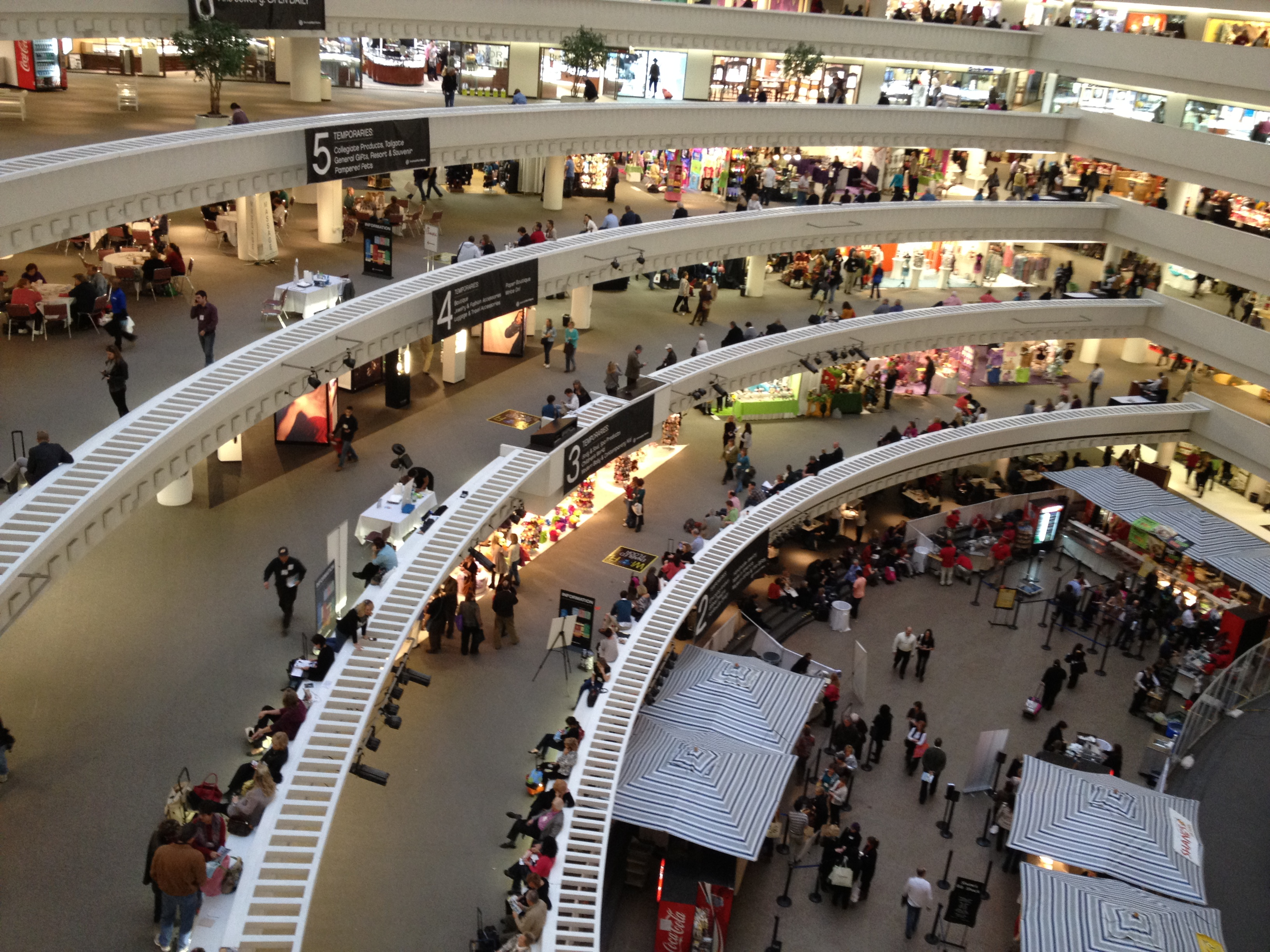
The Atlanta International Gift and Home Furnishings Market en enero de 2012.

El AmericasMart está compuesto por tres edificios, el edificio 1, el edificio 2 y el edificio 3. Su dirección principal es 240 Peachtree Street NW, suite 2200, que es donde está situado el primer edificio. Los edificios 2 y 3 están situados en Ted Turner Drive. Hay puentes peatonales que conectan los diferentes edificios del AmericasMart y proporcionan un acceso interior entre ellos.

## Historia
El AmericasMart fue diseñado por un arquitecto de Atlanta, John C. Portman.  Fue inaugurado en 1957, y Portman ostentó varios cargos de liderazgo en él desde su fundación. Entre estos se encuentran los de presidente, director ejecutivo y director. El hijo de John Portman, Jeffrey Portman, fue el presidente de AMC, Inc. desde 1994 hasta 2018. En 1996, Jeffrey Portman renombró el centro comercial AmericasMart, dado que antes era conocido como Atlanta Market Center. En 2018, el AmericasMart se fusionó con ANDMORE (antiguamente, International Market Centers).

## Acceso
El AmericasMart es un lugar para comprar productos al por mayor y se espera que los productos que los compradores adquieren en él sean revendidos en sus establecimientos. Por tanto, el complejo no está abierto al público. Los compradores deben registrar previamente sus empresas en el AmericasMart y registrarse al entrar. Cada empresa está obligada a visitar el AmericasMart con una regularidad determinada si no quiere perder su membresía. Una empresa puede llevar a sus empleados y a invitados para ayudar con las decisiones de compra.

## Ferias de muestras

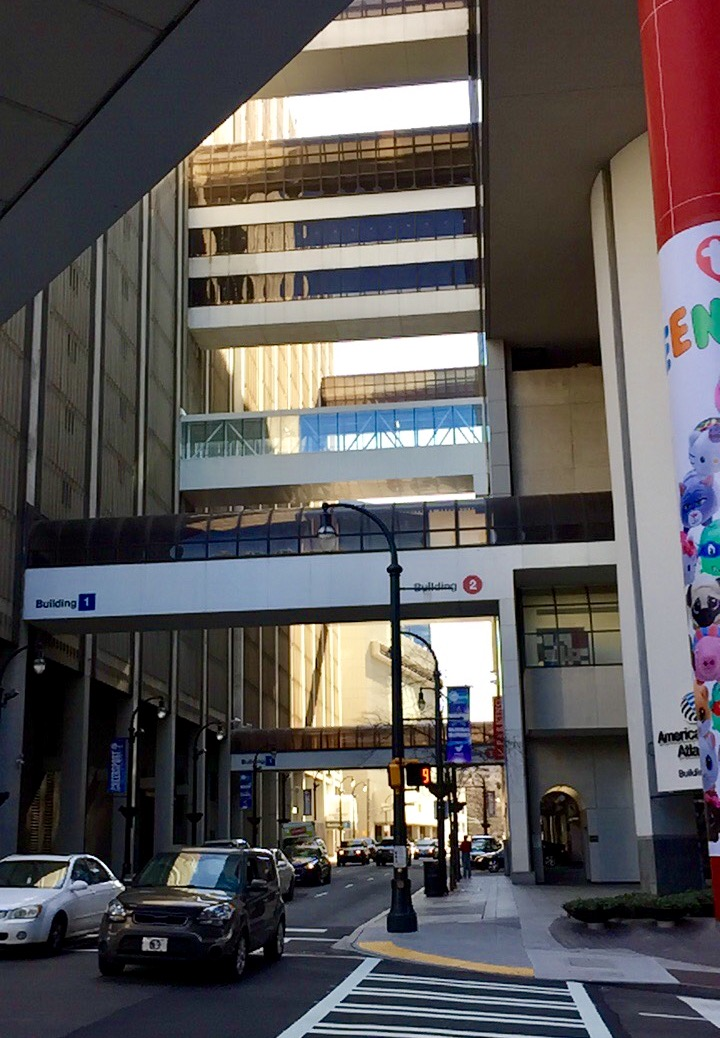
Puentes peatonales que cruzan el Ted Turner Drive, conectando los edificios del AmericasMart.

El AmericasMart organiza varias ferias de muestras cada año:
Atlanta Apparel
Atlanta Apparel está centrada en la venta de ropa, zapatos y complementos.
Atlanta International Gift and Home Furnishings Market
El Atlanta International Gift and Home Furnishings Market es una de las mayores ferias mayoristas de productos para el hogar y regalos del mundo, a la que asisten cientos de miles de compradores y vendedores. En enero y julio se celebran eventos principales, y en marzo y septiembre se celebran eventos más pequeños.
Atlanta International Area Rug Market
El Atlanta International Area Rug Market ofrece alfombras a precios mayoristas.
Atlanta Immediate Delivery Show
El Atlanta Immediate Delivery Show es un evento en el que los expositores ofrecen mercancías para su venta y entrega inmediata.
Market Wednesday
Market Wednesday tiene lugar el primer miércoles de aquellos meses en los que no hay ninguna feria de muestras grande (febrero, abril, junio, agosto, octubre y diciembre).